# Paul Vigouroux
Pour les articles homonymes, voir Vigouroux.
Paul Vigouroux, connu aussi sous le nom de Mathieu Laurier, est un militant politique français, né le 24 mai 1919 dans le 11e arrondissement de Paris, et  mort le 10 mai 1980 à Caracas (Venezuela).

## Biographie
Avant la guerre, il a successivement été membre des Jeunesses patriotes, de la Cagoule, et fut secrétaire général Parti français national-collectiviste (PFNC).
Sous l'occupation, il s'engage en 1941 dans la LVF et combat sur le Front de l'Est. Blessé en 1942, il rentre en France et intègre la Franc-garde (branche armée de la Milice), dont il fait partie du directoire, et est rédacteur au journal Le Pilori.
Il s'enfuit à la Libération au Venezuela, où il a écrit ses mémoires sous le pseudonyme de Mathieu Laurier.

## Ouvrage
- Il reste le drapeau noir et les copains, éd. Regain - Monte-Carlo, 1953 (rééd. L'Homme libre, 2002).